# فيكتور روزاريو
فيكتور روزاريو (بالإنجليزية: Víctor Rosario)‏ هو لاعب كرة قاعدة أمريكي، ولد في 26 أغسطس 1966 في هاتو مايور في جمهورية الدومينيكان.

## وصلات خارجية
- فيكتور روزاريو على موقعبيزبول رفرنس.كوم (الدوري الرئيسي) (الإنجليزية)
- فيكتور روزاريو على موقعبيزبول رفرنس.كوم (الدوري الثانوي) (الإنجليزية)